# Каное-Крік 3
Каное-Крік 3 (англ. Canoe Creek 3) — індіанська резервація в Канаді, у провінції Британська Колумбія, у межах регіонального округу Карібу.

## Населення
За даними перепису 2016 року, індіанська резервація не ма постійного населення.

## Клімат
Середня річна температура становить 6,8°C, середня максимальна – 23°C, а середня мінімальна – -13°C. Середня річна кількість опадів – 325 мм.
| Клімат поселення                              | Клімат поселення | Клімат поселення | Клімат поселення | Клімат поселення | Клімат поселення | Клімат поселення | Клімат поселення | Клімат поселення | Клімат поселення | Клімат поселення | Клімат поселення | Клімат поселення | Клімат поселення |
| Показник                                      | Січ.             | Лют.             | Бер.             | Квіт.            | Трав.            | Черв.            | Лип.             | Серп.            | Вер.             | Жовт.            | Лист.            | Груд.            |                  |
| Середній максимум, °C                         | −0,74            | 3,37             | 8,92             | 13,30            | 18,36            | 22,32            | 22,96            | 22,55            | 17,46            | 10,95            | 3,64             | −2,2             |                  |
| Середня температура, °C                       | −6,87            | −2,76            | 2,79             | 7,15             | 12,22            | 16,19            | 19,24            | 18,82            | 13,72            | 7,21             | −0,1             | −5,94            |                  |
| Середній мінімум, °C                          | −13              | −8,89            | −3,33            | 1,04             | 6,09             | 10,05            | 15,49            | 15,09            | 9,98             | 3,47             | −3,83            | −9,68            |                  |
| Норма опадів, мм                              | 25               | 14               | 13               | 14               | 29               | 46               | 40               | 38               | 26               | 24               | 26               | 30               |                  |
| Середньомісячна швидкість вітру, м/с          | 2.02             | 2.13             | 2.43             | 2.63             | 2.45             | 2.26             | 2.09             | 1.90             | 1.87             | 2.16             | 2.24             | 2.13             |                  |
| Середньомісячна сонячна радіація, кДж/м²·день | 3017             | 5916             | 10826            | 15803            | 19330            | 20802            | 21473            | 18185            | 12675            | 6961             | 3447             | 2297             |                  |
| --------------------------------------------- | ---------------- | ---------------- | ---------------- | ---------------- | ---------------- | ---------------- | ---------------- | ---------------- | ---------------- | ---------------- | ---------------- | ---------------- | ---------------- |
| Джерело:                                      |                  |                  |                  |                  |                  |                  |                  |                  |                  |                  |                  |                  |                  |